# Жуниор Коста
Анжело Эсмаэл да Коста Жуниор (порт.-браз. Angelo Esmael da Costa Júnior; 12 ноября 1983, Сан-Бернарду-ду-Кампу), более известен под именем Жуниор Коста (порт.-браз. Júnior Costa) — бразильский футболист, игравший на позиции вратаря.

## Карьера
Жуниор Коста воспитанник клуба «Санту-Андре». С 2000 года он стал выступать за молодёжный состав команды и в 2003 году выиграл в её составе молодёжный Кубок Сан-Паулу. После этого успеха, футболист был переведён в основной состав «Санту-Андре». С этим клубом Жуниор выиграл Кубок Паулиста и Кубок Бразилии, в розыгрыше которого футболист сыграл 11 матчей. Победа в Кубке стала для «Санту» первый достижением за всю историю команды. На следующий год Жуниор дебютировал в Кубке Либертадорес в игре с «Серро Портеньо». Но в других матчах розыгрыша футболист являлся лишь дублёром Жулио Сезара Мартинса. В 2006 году Жуниор большую часть времени провёл на скамье запасных, являясь дублёром Марсело Бонана.
В январе 2008 года Коста перешёл в итальянский клуб серии С2, «Варезе», где не провёл ни одной игры. Летом 2008 года Жуниор был куплен «Анконой», где стал конкурировать за место в составе с молодым Сальваторе Сиригу. С уходом Сиригу, Жуниор Коста стал полноправным «первым номером» команды, являясь одним из лидером клуба.
9 августа 2010 года, после банкротства «Анконы», Жуниор, в статусе свободного агента, перешёл в «Сампдорию». 24 октября он дебютировал в составе команды, заменив Джанлуку Курчи на 79-й минуте встречи; а уже через минуту пропустил гол. Жуниор стал первым вратарём-иностранцем в истории «Сампдории».

## Достижения
- Обладатель Кубка Сан-Паулу среди юношей: 2003
- Обладатель Кубка Паулиста: 2003
- Обладатель Кубка Бразилии: 2004